# شطيرة التشيفيتو

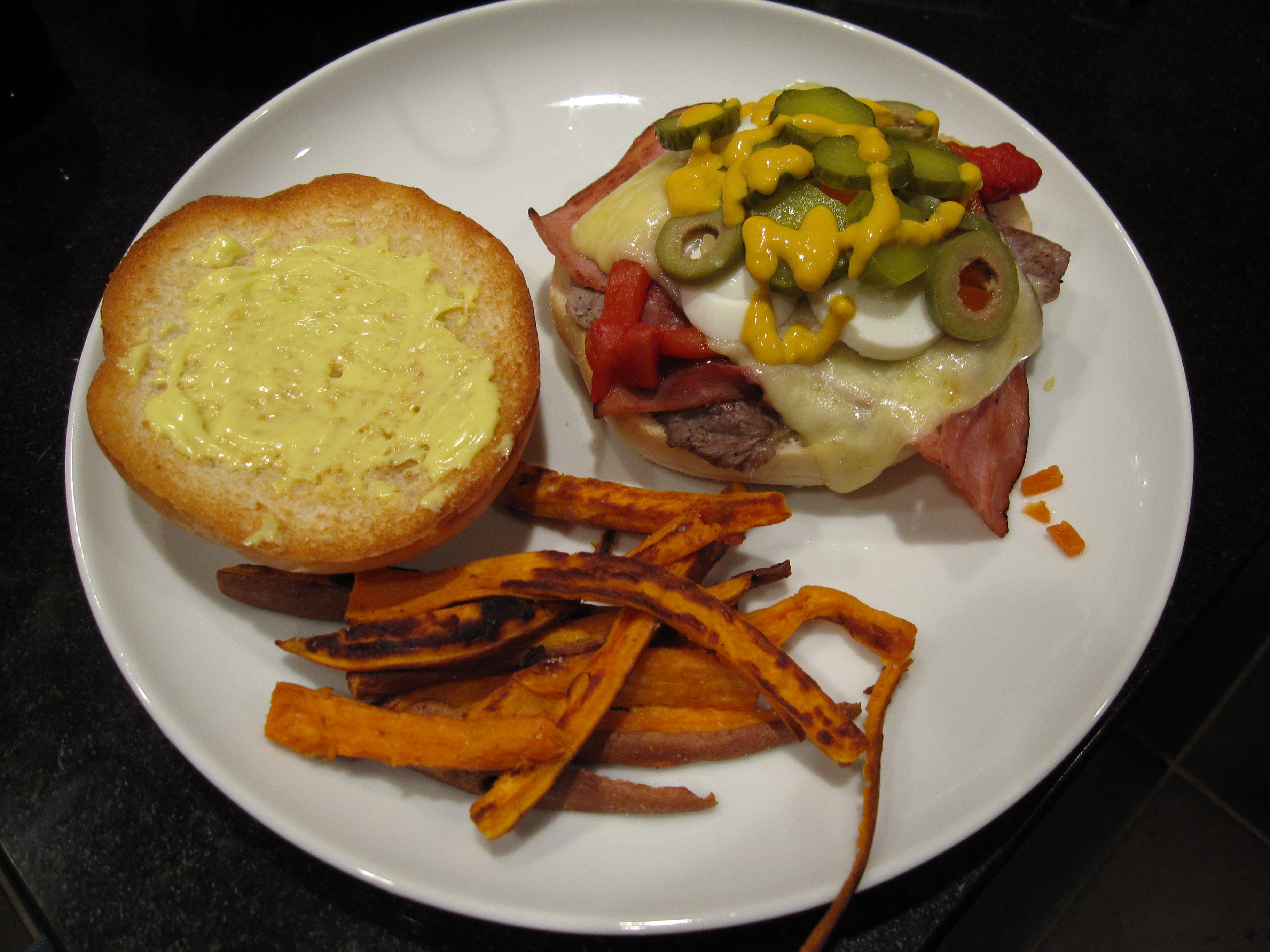
مكونات شطيرة التشيفيتو

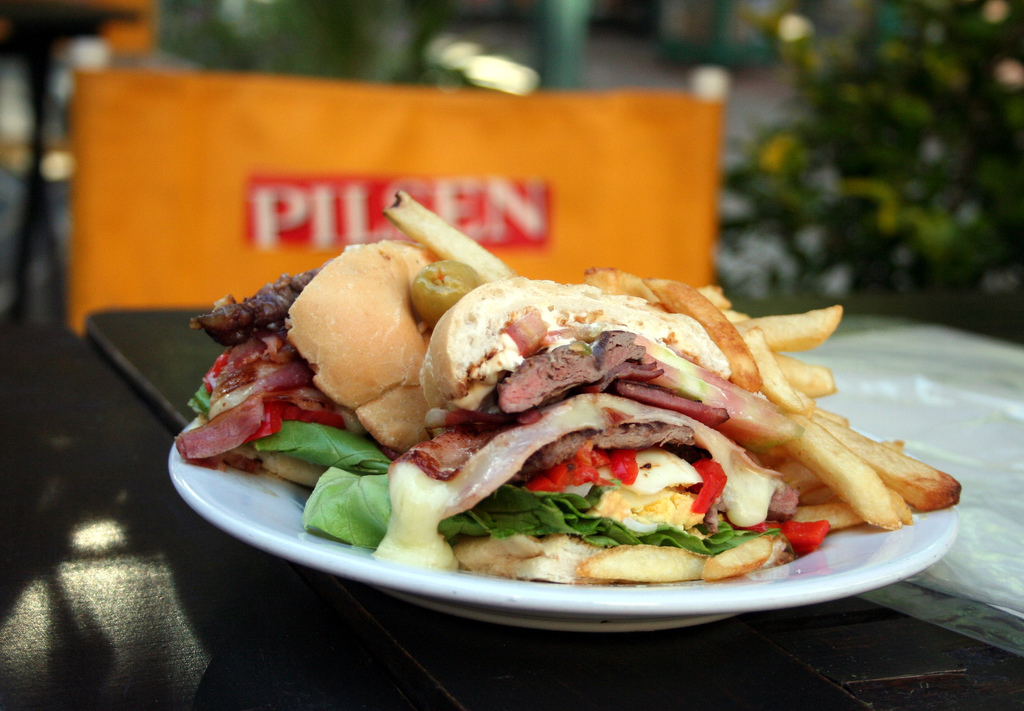
طبق تشيفيتو بكل الإضافات

الشيفيتو هو طبق الأوروغواي الوطني. وهو شطيرة من شرائح شوهاسكو وجبن الموزاريلا ولحم الخنزير والطماطم والمايونيز والزيتون الأسود أو الأخضر. يشتمل الشيفيتو عادة أيضًا على لحم الخنزير المقدد والبيض المقلي أو المسلوق. وغالبًا ما يكون معه بطاطس المقلية. يمكن إضافة مكونات أخرى، مثل البنجر الأحمر والبازلاء والفلفل الأحمر المشوي أو المقلي وشرائح الخيار.